# Devreč
Devreč (cyr. Девреч) – wieś w Serbii, w okręgu raskim, w gminie Tutin. W 2011 roku liczyła 64 mieszkańców.